# Irvington (Wirginia)
Irvington – miasto w Stanach Zjednoczonych, w stanie Wirginia, w hrabstwie Lancaster.